# Зотикова, Любовь Алексеевна
Любовь Алексеевна Зотикова (7 ноября 1924 года, Одесса — 28 апреля 2010 года, Омск) — советская художница, живописец, график.

## Биография
В 1943-48 годах училась в Алма-Атинском театрально-художественном училище им. Н. В. Гоголя на художественно-педагогическом отделении (педагоги А. М. Черкасский, Л. П. Леонтьев, А. И. Бортников, А. Ф. Подковыров). Дипломная работа: «Молотьба» (холст, масло), руководитель профессор А. М. Черкасский.
В 1947 году вышла замуж за художника Валентина Васильевича Кукуйцева.
В 1948-51 годах преподавала рисование и черчение в общеобразовательных школах городов Джамбула и Алма-Аты.
В 1950-54 годах работала художницей в Институте геологических наук АН КазССР.
В 1954-84 годах — художница в Омском отделении ХФ РСФСР.
С 1976 года член Союза художников СССР.
Жила и работала в Омске.
Похоронена на Северо-Восточном кладбище

## Творчество
Работала в жанрах пейзажа, натюрморта, портрета.
Произведения находятся в музеях Омска (ООМИИ им. М. А. Врубеля, ГМИО), и частных и ведомственных галереях. В галерее «Искусство XX века» работает постоянная экспозиция работ Л. А. Зотиковой и В. В. Кукуйцева.

## Основные работы
- Серия портретов ткачих омского объединения «Восток»
- Сирень. 1986. Картон, масло. 87х63. ООМИИ им. М. А. Врубеля.
- Пионы. 2000. Картон, масло. 70х50
- Осенняя страда. 1983. Картон, масло. 50х70. ООМИИ им. М. А. Врубеля.

## Награды
Правительственные:
- медаль «За доблестный труд в Великой Отечественной войне 1941—1945 гг.».

## Выставки
- 1954 9-я областная художественная выставка. Омск.
- 1966 г. Выставка этюдов художников Омского отделения ХФ РСФСР. Дом художника. Омск.
- 1968 г. Областная выставка омских художников «Ленинскому комсомолу посвящается». Дом художника. Омск.
- 1968 г. Областная художественная выставка «Художники — Октябрю». Дом художника. Омск.
- 1969 г. Персональная выставка. Красноярск.
- 1969 г. III зональная выставка «Сибирь социалистическая» (к 100-летию со дня рождения В. И. Ленина). Красноярск.
- 1969 г. Выставка пяти омских художников: Е. Смирнова, Д. Манжос, Г. Намеровский, Л. Зотикова, В. Бичевой. Дом художника. Омск.
- 1970 г. Областная выставка произведений омских художников, посвященная 100-летию со дня рождения В. И. Ленина. Дом художника. Омск.
- 1970 г. Выставка омских художников в ПХБО «Восток». Омск.
- 1971 г. Выставка омских художников в ПХБО «Восток». Омск.
- 1972 г. Выставка омских художников в ПХБО «Восток». Омск.
- 1973 г. Юбилейная выставка, посвященная 40-летию Омской организации СХ и ХПМ. Дом художника. Омск.
- 1973 г. Отчетная выставка Дома творчества «Горячий ключ». Горячий ключ.
- 1975 г. Зарубежная Выставка произведений омских художников в ВНР. Будапешт.
- 1975 г. IV-я зональная выставка «Сибирь социалистическая». Томск.
- 1975 г. Областная выставка, посвященная 30-летеию Победы над фашистской Германией. Дом художника. Омск.
- 1975 г. Выставка омских художников в ПХБО «Восток». Омск.
- 1976 г. Выставка омских художников в ПХБО «Восток». Омск.
- 1977 г. Областная выставка произведений омских художников, посвященная 60-летию Великого Октября. Дом художника. Омск.
- 1977 г. Выставка омских художников в ПХБО «Восток». Омск.
- 1978 г. Выставка омских художников в гарнизонном доме офицеров. Омск.
- 1979 г. Областная выставка произведений омских художников, посвященная 60-летию освобождения города Омска от колчаковщины. Дом художника. Омск.
- 1979 г. Выставка омских художников в ПХБО «Восток». Омск.
- 1980 г. V зональная выставка «Сибирь социалистическая». Барнаул.
- 1982/83 г. Юбилейная выставка произведений омских художников «Омская земля» (50 лет организации). Дом художника. Омск.
- 1983/84 г. Юбилейная выставка произведений омских художников «Омская земля» (50 лет организации). Москва, Ленинград.
- 1982 — Дар омских художников колхозу «Родина» станицы Казанской Краснодарского края. Казанская.
- 1982 г. Выставка художников женщин в ПХБО «Восток». Омск.
- 1983 г. Выставка художников женщин в ПХБО «Восток». Омск.
- 1984 г. Персональная выставка. Дом художника. Омск.
- 1984 г. Персональная выставка. ПХБО «Восток». Омск.
- 1985 г. VI зональная выставка «Сибирь социалистическая». Кемерово.
- 1985 г. Областная выставка, посвященная 40-летию Победы над Германией, «Омичи в труде и бою». Дом художника. Омск.
- 1986 г. Выставка произведений омских художников «Слава труду», посвященная XXVII съезду КПСС. Дом художника. Омск.
- 1986 г. Областная выставка произведений омских художников «Художник и город», посвященная 270-летию основания города Омска. Дом художника. Омск.
- 1987 г. Областная выставка произведений омских художников «Художники — Октябрю», посвященная 70-летию Великого Октября. Дом художника. Омск.
- 1992 г. Зарубежная групповая выставка «Artrusse». Париж. Франция.
- 1997 г. Выставка «Союз нерушимый. 50-е годы». Дом художника. Омск.
- 1998 г. Выставка «Омская акварель». Дом художника. Омск.
- 1998/99 гг. Выставка «ЗДЕСЬ». Дом художника, ГМИО. Омск.
- 1999 г. Выставка «Дар», посв. 75-летию ООМИИ им. М. А. Врубеля. Дом художника. Омск.
- 2000 г. Выставка «2000 лет от Рождества Христова». Дом художника. Омск.
- 2002 г. Выставка. «Быть человеком между людьми», посвященная Ф. М. Достоевскому. ГМИО. Омск.
- 2002 г. Персональная выставка. ГМИО. Омск.
- 2002 г. Выставка «Омский Союз художников в контрастах эпохи». К 70-летию образования Омской организации СХ России. ООМИИ им. М. А. Врубеля. Омск.
- 2003 г. Юбилейная выставка, посвященная 70-летию Омской организации СХ. Дом художника. Омск.
- 2006 г. Выставка «Художник в поисках идеала. Омск, 1960-е годы — начало XXI века». ГМИО. Омск.
- 2008 г. Выставка «Художники омского Прииртышья», посвящённая 75-летию омской организации Союза художников России. Дом художника. Омск.
- 2009 г. Выставка «Новый век. Ветераны» из цикла Музейные встречи в феврале. Дом художника. Омск.

## Творческие дачи
- 1963 г. Творческая дача им. Д. Н. Кардовского.
- 1973 г. Творческая дача «Горячий ключ».

## Творческие поездки
Совершила творческие поездки по Казахстану и Омской области.